# Вест Оринџ (Њу Џерзи)
Вест Оринџ (енгл. West Orange) град је у америчкој савезној држави Њу Џерзи.

## Демографија
По попису из 2000. године број становника је 44.943.
| Група             | 2000.          | 2010.    |
| Белци             | 27.907 (62,1%) | 0 (0,0%) |
| Афроамериканци    | 7.848 (17,5%)  | 0 (0,0%) |
| Азијати           | 3.635 (8,1%)   | 0 (0,0%) |
| Хиспаноамериканци | 4.514 (10,0%)  | 0 (0,0%) |
| Укупно            | 44.943         | 0        |